# Ковальджи Кирило Володимирович
Кирило Володимирович Ковальджі (14 березня 1930, с. Ташлик — 10 квітня 2017, Москва) — російський поет, прозаїк, літературний критик і перекладач. Головний редактор журналу «Кільце А». Заслужений працівник культури Російської Федерації (2006).

## Біографія
Кирило Ковальджі народився в бессарабському селі Ташлик у болгаро-вірменській родині. Його батько, Володимир Іванович Ковальджі, був помічником нотаріуса, бухгалтером, мати — Маргарита Миколаївна Урфалова (Урфалянц; 1899—1985) — домогосподаркою. Дитинство Кирила Ковальджі пройшло в Кагулі та Аккермані.
У 1954 Кирило закінчив Літературний інститут імені А. М. Горького. Працював журналістом у Кишиневі (1954—1959), консультантом у правлінні Спілки письменників СРСР (1959—1970), заступником головного редактора журналу «Радянська література» (1970—1972), завідувачем відділом журналу «Літературний огляд» (1972—1977), завідувачем відділом критики журналу «Юність» (1977—1990), головним редактором видавництва «Московський робітник» (1992—2000), з 2001 по 2013 — керівник програми інтернет-журналу «Пролог» (Фонд СЕІП), з березня 2013 — головний редактор журналу СПМ «Кільце А».
З літературної студії Кирила Ковальджі вийшли найкращі радянсько-російські поети кінця XX — початку XXI століть: Іван Жданов, Олександр Єрьоменко, Юрій Арабов, Ніна Іскренко, Олексій Парщиков, Євген Бунімович, Володимир Тучков, Віктор Коркія, Марк Шатуновський, Володимир Друк та інші.
Студію Ковальджі відвідували такі поети, як Ігор Іртеньєв, Віллі Брайнін-Пассек (у 1980-ті), Віталій Кальпіді пізніше Олександр Переверзін, Олена Дорогавцева, Наталія Полякова, Олена Лапшина, Євген Нікітін та ін. Традиції студії Московський поетичний клуб при Stella Art Foundation, головою якого був Кирило Ковальджі.
Похований на Ваганьківському цвинтарі.

## Творчість
Публікувався як поет з 1947 року. Друкувався в журналах «Новий світ», «Дружба народів», «Континент», «Жовтень», «Юність», «Вогник», «Аріон», «Нева» та інших. Автор низки книг віршів («Випробування», 1955, «Голосу», 1972, «Після полудня», 1981, «Книга лірики», 1993, «Невидимий поріг», 1999, «Тобі. До запитання», 2003, "Зер , 2005, «Вибрана лірика», 2007) та прози (роман «Лиманські історії», 1970, «Свічка на протягу», 1996, «Зворотний відлік», 2004). До 80-річчя письменника вийшло «Літературне досьє. Кирило Ковальджі» (2010). Збірник нових віршів «Додатковий внесок» (2012). «Моя мозаїка або Слідами кентавра» (2013), «Сонети» (2014), «Пізні рядки» (2017).
Вірші та проза Кирила Ковальджі переводилися на ряд європейських мов, окремі видання в Румунії, Польщі, Болгарії, Молдови.

## Досягнення
- Член Спілки письменників СРСР з 1956 року
- Секретар Спілки письменників Москви з 1992 року.
- Член російського ПЕН-центру.
- Член редколегії альманахів «Муза», журналу «Юність».
- Лауреат літературної премії Спілки письменників Москви «Венец» (2000), премії тижневика «Поетоград» (2010), премії журналу «Діти Ра» (2014)
- Заслужений працівник культури РФ (2006).